# František Svojsík
Frantšek Josef Svojsík (27. března 1878 Smíchov – 4. května 1943 Praha) byl český právník.

## Život
Narodil se na Smíchově v rodině četnického strážmistra Antonína Svojsíka a jeho ženy Aloisie Ludmily, rozené Havlíkové. František měl 2 starší bratry, Aloise (1875), Antonína (Antonín Benjamin Svojsík, zakladatel českého junáctví, 1876–1938) a mladšího Gustava (1879). Krátce po narození syna Františka se rodina přestěhovala do Dvora Králové, kde bydleli v Kostelní ulici (dnes Palackého) č. 93. V roce 1880 zemřel jeho otec Antonín Svojsík a následně se matka se svými čtyřmi syny vrátili do Prahy.
V Praze studoval na gymnáziu na Malé Straně, kde v roce 1895 maturoval a poté v letech 1896–1901 studoval na právnické fakultě Karlovy University. V roce 1902 se stal kandidátem advokacie na Smíchově a v následujícím roce se stal členem Právnické jednoty.
V listopadu roku 1913 se oženil s Růženou Janotovou, ze vztahu se jim narodil roku 1916 syn Vladimír. František Svojsík se později stal advokátem a této profesi zůstal věrný po celý svůj život.
Zemřel v květnu roku 1943 v Praze a následně byl pohřben v rodinném hrobě na hřbitově na Vyšehradě.